# NGC 4772
NGC 4772 é uma galáxia espiral (Sa) localizada na direcção da constelação de Virgo. Possui uma declinação de +02° 10' 07" e uma ascensão recta de 12 horas, 53 minutos e 29,0 segundos.
A galáxia NGC 4772 foi descoberta em 24 de Janeiro de 1784 por William Herschel.